# Oda Uraku

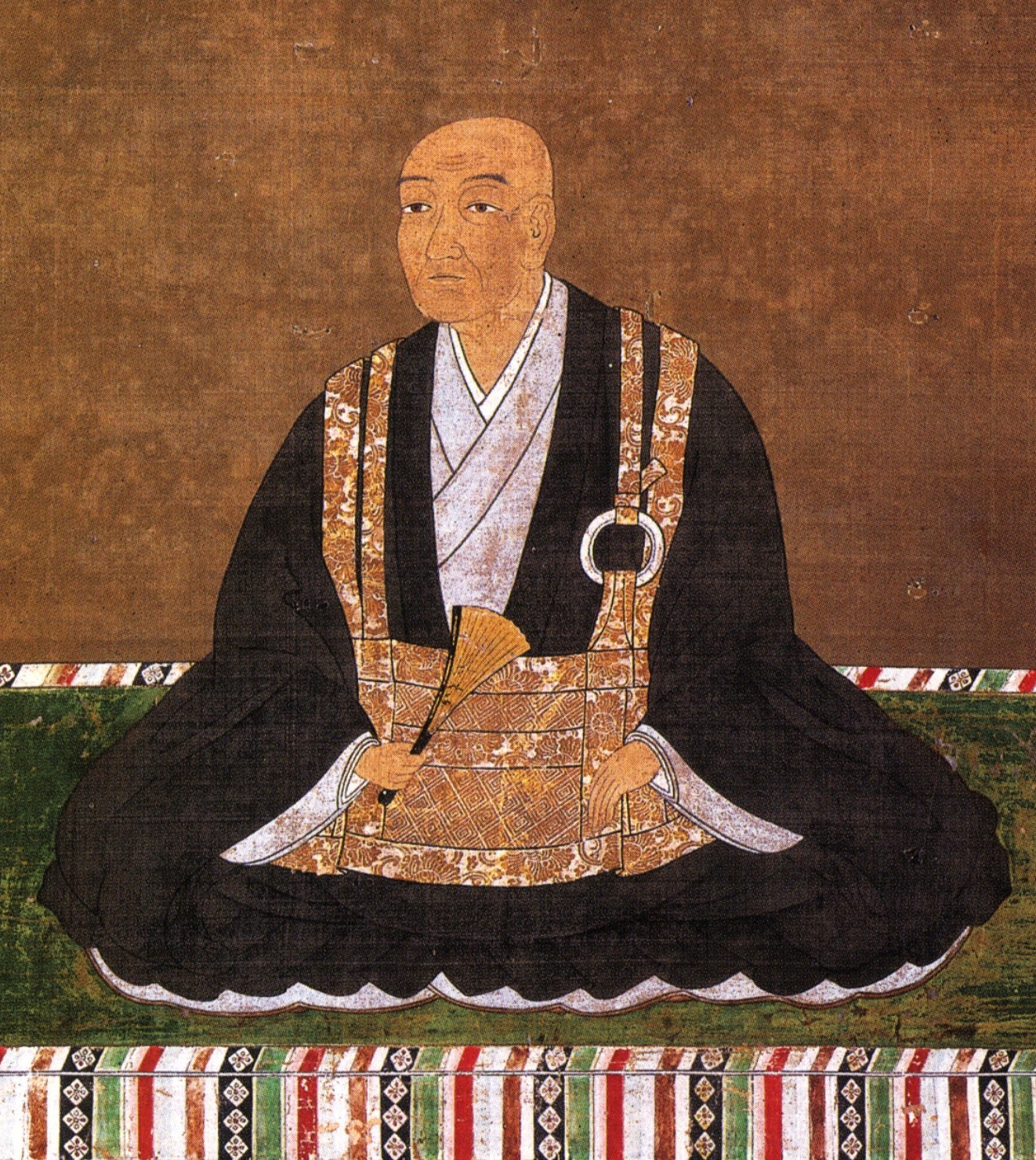
Oda Uraku

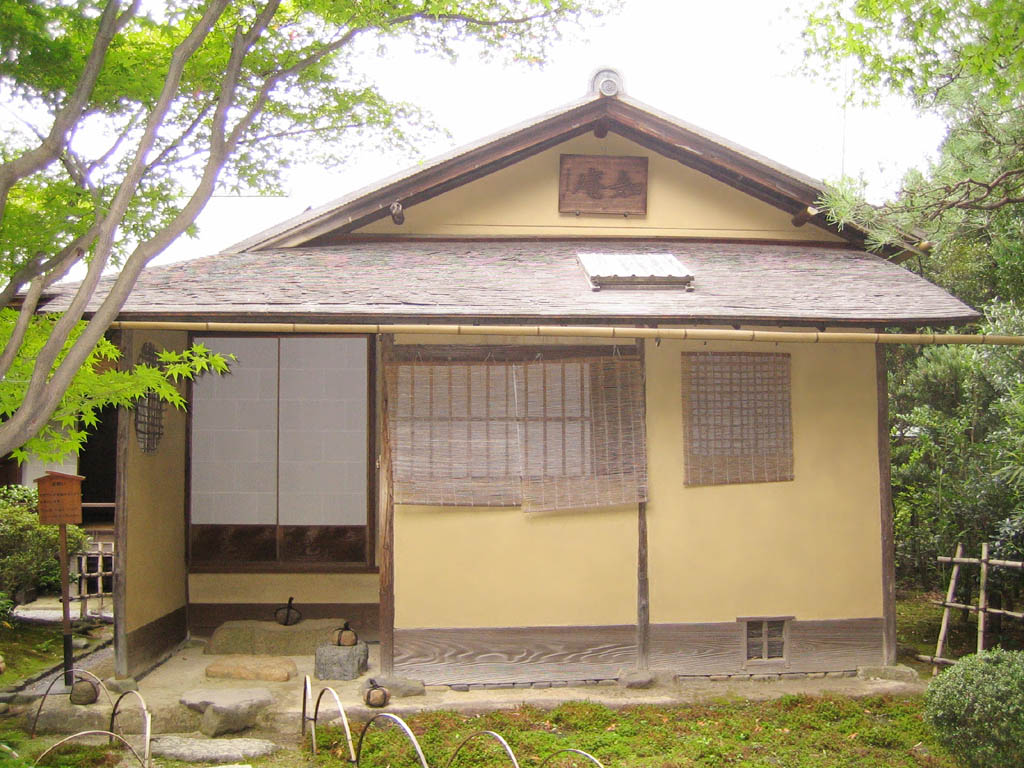
Oda Urakus Teehaus

Oda Uraku (japanisch 織田 有楽, Vorname auch Urakusai (有楽齋); geboren 1547; gestorben 24. Januar 1622) war ein japanischer Militärkommandant und Teemeister, der von der Azuchi-Momoyama-Zeit bis in die frühe Edo-Zeit aktiv war.

## Leben und Wirken
Oda Uraku  war ein jüngerer Bruder von Oda Nobunaga. Sein Vorname war Nagamasu (長益), aber als Teemeister nannte er sich Uraku. Während des Honnōji-Zwischenfalls wurde er im Nijō-Palast angegriffen, konnte jedoch entkommen. Danach kämpfte er zusammen mit seinem Neffen Nobukatsu (織田 信雄; 1558–1630) gegen Toyotomi Hideyoshi, aber sie söhnten sich mit Hideyoshi aus und wurden seine Vasallen.
Dann rasierte Oda seinen Kopf, entsagte also dem weltlichen Leben, und nannte sich Uraku und wurden zu Hideyoshis geistlichen Beistand (御伽衆, Otogishū). Nach Hideyoshis Tod schloss er sich Tokugawa Ieyasu an und erhielt Land im Werte von 30.000 Koku im Landkreis Yamanobe (山辺郡) in der Provinz Yamato für seinen herausragenden Dienst in der Schlacht von Sekigahara.
Als Onkel von Hideyoshis Frau Yodogimi (淀君; 1569–1615) unterstützte er diese und ihren Sohn Hideyoris (1593–1615). Nach der Winterbelagerung von Osaka 1614 versuchte er, sich mit Ieyasu zu versöhnen, was ihm aber nicht gelang. 1615, vor der Sommerbelagerung, verließ Oda die Burg Ōsaka, ging nach Nijō in Kyōto und zog dann zum Kennin-ji im Bezirk Higashiyama. Dort baute er den Untertempel „Shōden-in“ (正伝院) – heute „Shōden-Eigen-in“ (正伝永源院) – des Kennin-ji wieder auf und lebte dort zurückgezogen.
Oda war ein Teemeister, den auch Sen no Rikyū  bewunderte. Und obwohl er manchmal zu den „Sieben großen Schülern Rikyūs“ (利休七哲, Rikyū shichitetsu) gezählt wird, war er eine eher eigenständige, außergewöhnliche Person. Über Rikyū hinaus widmete er sich den Teemeistern Murata Jukō (村田 珠光; 1422–1502), Takeno Shōō (武野 紹鴎; 1502–1555) und anderen und pflegt deren Vermächtnis.
Das Teehaus „Joan“ (如庵), das sich heute im Park „Urakuen“(有楽園)  in der Burgstadt Inuyama in der Präfektur Aichi befindet, wurde ursprünglich von Uraku am Shōden-in erbaut. Den Namen wählte er als Version von „João“, unter dem Namen er als Christ getauft worden war. Das Teehaus gehört heute zu den Nationalschätzen Japans. Darüber hinaus ist Odas Name in dem Stadtteilnamen „Yuraku-chō“ (有楽町) von Edo/Tokio erhalten geblieben.